# Anaesthetis flavipilis
Anaesthetis flavipilis är en skalbaggsart som beskrevs av Julius Baeckmann 1903. Anaesthetis flavipilis ingår i släktet Anaesthetis och familjen långhorningar.
Artens utbredningsområde är Kazakstan. Inga underarter finns listade i Catalogue of Life.